# Bheki Mseleku
Bhekumuzi Hyacinth Mseleku, detto Bheki (Durban, 3 marzo 1955 – Londra, 9 settembre 2008), è stato un musicista e compositore sudafricano.

## Discografia
Album
- 1991 - Celebration
- 1992 - Meditations
- 1993 - Timelessness
- 1995 - Star Seeding
- 1997 - Beauty of Sunrise
- 2003 - Home at Last